# 植木一智
植木 一智（うえき かずとも、1946年7月15日 - ）は、京都府京田辺市出身の元プロ野球選手（投手）。

## 来歴・人物
平安高校では、同期の衣笠祥雄とバッテリーを組み、エースとして1964年の春夏の甲子園に出場した。春の選抜は準々決勝に進み、リリーフとして登板。しかしエース島村聖（慶大-日本鋼管）を擁する土佐高に惜敗。夏の選手権は同じく準々決勝で、この大会に優勝した高知高の光内数喜（芝工大-鐘淵化学）に抑えられ敗退。スローカーブ、カーブ、沈むシュートが武器であった。他の高校同期に捕手の梅村好彦がいる。
卒業後は梅村とともに龍谷大学に進学。関西六大学野球リーグでは梅村とバッテリーを組むが、3年生までに2位3回と優勝にはなかなか届かなかった。しかし1968年春季リーグでは8勝をあげ、リーグ初優勝を果たす。同年の全日本大学野球選手権大会は準決勝に進むが、野村収、大矢明彦のバッテリーを擁する駒大に敗れた。同年秋の明治維新百年記念明治神宮野球大会に関西六大学選抜の一員として出場。1回戦は小島健郎（近大-日本生命）をリリーフし、神奈川五大学選抜を降す。2回戦も久保田美郎（関大-熊谷組）をリリーフして登板するが、東京六大学選抜の山中正竹（法大-住友金属）と投げ合い完封を喫した。また1966年春季リーグでは近大からノーヒットノーランを達成。同年秋季リーグ、1968年春季リーグの2度、防御率1位の成績も残している。リーグ通算64試合登板、26勝17敗、防御率1.47、313奪三振。
1968年のドラフト2位で阪神タイガースに入団、1年目の1969年から一軍に上がり、9月から先発としても起用されるが未勝利に終わる。1970年のジュニア・オールスターに出場。1971年6月27日にはヤクルトを相手に先発、村山実のリリーフを受け初勝利を記録する。1972年10月14日にはヤクルトの井原慎一朗に投げ勝ち初完投勝利。この試合は8回まで無得点に抑えたが、9回に集中打を浴び完封はならなかった。1973年限りで退団。

## 詳細情報

### 年度別投手成績
| 年 度     | 球 団     | 登 板 | 先 発 | 完 投 | 完 封 | 無 四 球 | 勝 利 | 敗 戦 | セ 丨 ブ | ホ 丨 ル ド | 勝 率 | 打 者 | 投 球 回 | 被 安 打 | 被 本 塁 打 | 与 四 球 | 敬 遠 | 与 死 球 | 奪 三 振 | 暴 投 | ボ 丨 ク | 失 点 | 自 責 点 | 防 御 率 | W H I P |
| --------- | --------- | ----- | ----- | ----- | ----- | -------- | ----- | ----- | -------- | ----------- | ----- | ----- | -------- | -------- | ----------- | -------- | ----- | -------- | -------- | ----- | -------- | ----- | -------- | -------- | ------- |
| 1969      | 阪神      | 12    | 3     | 0     | 0     | 0        | 0     | 2     | --       | --          | .000  | 100   | 24.2     | 22       | 4           | 11       | 0     | 0        | 11       | 0     | 0        | 15    | 12       | 4.32     | 1.34    |
| 1970      | 阪神      | 4     | 0     | 0     | 0     | 0        | 0     | 0     | --       | --          | ----  | 29    | 6.0      | 10       | 0           | 1        | 0     | 0        | 4        | 1     | 0        | 5     | 5        | 7.50     | 1.83    |
| 1971      | 阪神      | 11    | 2     | 0     | 0     | 0        | 1     | 1     | --       | --          | .500  | 114   | 23.2     | 33       | 2           | 9        | 2     | 3        | 18       | 2     | 0        | 18    | 14       | 5.25     | 1.77    |
| 1972      | 阪神      | 4     | 1     | 1     | 0     | 0        | 1     | 0     | --       | --          | 1.000 | 59    | 15.2     | 13       | 1           | 3        | 0     | 0        | 3        | 1     | 0        | 5     | 5        | 2.81     | 1.02    |
| 1973      | 阪神      | 3     | 1     | 0     | 0     | 0        | 0     | 0     | --       | --          | ----  | 22    | 4.2      | 5        | 2           | 4        | 0     | 0        | 3        | 0     | 0        | 5     | 5        | 9.00     | 1.93    |
| 通算：5年 | 通算：5年 | 34    | 7     | 1     | 0     | 0        | 2     | 3     | --       | --          | .400  | 324   | 74.2     | 83       | 9           | 28       | 2     | 3        | 39       | 4     | 0        | 48    | 41       | 4.92     | 1.49    |

### 記録
- 初登板：1969年5月29日、対アトムズ9回戦（明治神宮野球場）、6回裏に2番手で救援登板、2回1失点
- 初先発登板：1969年9月23日、対大洋ホエールズ20回戦（東京スタジアム）、3回1/3を6失点（自責点5）で敗戦投手
- 初勝利・初先発勝利：1971年6月27日、対ヤクルトアトムズ16回戦（明治神宮野球場）、6回2/3を4失点（自責点2）
- 初完投勝利：1972年10月14日、対ヤクルトアトムズ24回戦（東京スタジアム）、9回4失点

### 背番号
- 5 （1969年）
- 29 （1970年 - 1971年）
- 36 （1972年 - 1973年）